# Wolfram Suchier
Wolfram Suchier (* 25. Juli 1883 in Halle/Saale; † 6. November 1964 ebenda) war ein deutscher Bibliothekar und Genealoge.

## Wirken
Wolfram Suchier, ein Sohn des Romanisten Hermann Suchier, studierte, nach seiner Reifeprüfung an der Klosterschule Roßleben Rechtswissenschaft, Nationalökonomie und Philosophie an den Universitäten Halle und Göttingen. Sein erstes juristisches Staatsexamen legte er 1906 ab und promovierte 1907 an der Universität Halle. Im gleichen Jahr trat er zunächst als Voluntär in den Bibliotheksdienst an der Universitätsbibliothek Halle ein, wechselte 1909 an die Stadtbibliothek Braunschweig und an die Staats- und Universitätsbibliothek Göttingen und war von 1910 bis 1912 wieder an der Universitätsbibliothek Halle tätig. Von 1912 bis 1915 arbeitete er an der Universitätsbibliothek Marburg, von 1915 bis 1919 wieder an der Universitätsbibliothek Halle. Im Jahre 1919 wurde er Direktor der Stadtbibliothek Erfurt, die er bis 1941 leitete. Während seiner Dienstzeit widmete er sich intensiv dem Bestandsaufbau der Erfurter Stadtbibliothek vor allem mit wissenschaftlicher Literatur, die anfangs nur 70.000 Bände umfasste und zum Ende seiner Tätigkeit 225.000 Bände aufweisen konnte. Hinzu kam die Veröffentlichung einzelner Bestandskataloge, die Verbesserung der Bibliotheksorganisation und die Veranstaltung von Ausstellungen und Bibliotheksführungen. 
Krankheitsbedingt und aus politischen Gründen trat er 1941 vorzeitig in den Ruhestand. Er widmete sich auch weiterhin der wissenschaftsgeschichtlichen Arbeit, vor allem der genealogischen Forschung. Seine umfangreiche „Bibliographie der Universitätsschriften von Halle-Wittenberg 1817–1885“ veröffentlichte er 1953.
Suchier gehörte mehreren historischen und familienkundlichen Gesellschaften an.

## Schriften (Auswahl)
- Geschichte der venia aetatis in Deutschland vor 1900. Karras, Halle 1907 (Dissertation der Universität Halle).
- Gottscheds Korrespondenten. Alphabetisches Absenderregister zur Gottschedschen Briefsammlung in der Universitätsbibliothek Leipzig. Gottsched-Verlag, Berlin 1912 (Reprint 1971).
- Kurze Geschichte der Universitätsbibliothek zu Halle 1696 bis 1876. Gebauer-Schwetschke, Halle a.S. 1913.
- Gleim und J. F. Bolten (Halle 1740). In: Thüringisch-Sächsische Zeitschrift für Geschichte und Kunst, Bd. 6 (1916), H. 1, S. 64–73.
- Die Mitglieder der Deutschen Gesellschaft zu Göttingen von Anfang 1738 bis Anfang 1755. Lax, Hildesheim 1916.
- Dr. Christoph Philipp Hoester. Ein deutscher kaiserlich gekrönter Dichter des 18. Jahrhunderts. Noske, Borna-Leipzig 1918.
- Augustus Drachstedt B. R. L., Achtmann zu St. Ulrich und Pfänner in Halle  (1654–91) und seine Gedichte aus den Jugend- und den Altdorfer und Jenenser Studienjahren. 2. Aufl. Gebauer, Halle 1919.
- Professor D. Christoph Raab in Duisburg. Nebst drei Briefen desselben an August Hermann Francke in Halle. In: Monatshefte für rheinische Kirchengeschichte, Bd. 13 (1919), S. 65–85.
- Inkunabel-Katalog Stadtbücherei Erfurt (vormalige Universitätsbibliothek). Erfurt 1928.
- Prinz Eugen als Bibliophile. Hempe, Weimar 1928.
- Katalog der Erfurtensien Stadtbücherei Erfurt (vormalige Universitätsbibliothek). Erfurt 1930.
- Rechtskandidat F. W. v. Leysser als Dozent der Botanik in Halle 1758–65. In: Festschrift Armin Tille zum 60. Geburtstag. Böhlau, Weimar 1930, S. 252–268.
- Justizrat Dr. med. J. A. W. Büchner als Arzt und Dichter. Niederzimmern, Halle a.S., Bergen – Norwegen, Erfurt 1730–1815. Erfurter Genealogischer Abend, Erfurt 1932.
- (mit Else Theile): 25 Jahre Leute und Leben in Erfurt zur Friderizianischen Zeit. Register zum Erfurtischen Intelligenzblatt 1746–70. Erfurter Genealogischer Abend, Erfurt 1934.
- (mit Else Theile): Erfurts Einwohner und ihr Gesichtskreis zu Dalbergs Zeit im Spiegel der amtlichen Lokalpresse. Register zum Erfurtischen Intelligenzblatt 1771–95. Erfurter Genealogischer Abend, Erfurt 1937/1938.
- Stammtafel der Familie Hesse(n)land und Hessland aus Langensalza 1558–1942. Thüringische Gesellschaft für Sippenkunde, Erfurt 1942.
- Stammtafel der Familie Suchier in Deutschland 1651–1941. Urania-Büro, Erfurt 1942.
- Bibliographie der Universitätsschriften von Halle-Wittenberg 1817–1885 (= Arbeiten aus der Universitäts- und Landesbibliothek Sachsen-Anhalt in Halle a.d. Saale, Bd. 3). Deutscher Verlag der Wissenschaften, Berlin 1953, 806 S.
- Über einige bisher unbekannte Arbeiten Justus Mösers. Schöningh, Osnabrück 1954.
- Die beiden Deutschen Gesellschaften in Wittenberg (1738/40 u. 1756/84). In: Wissenschaftliche Zeitschrift der Martin-Luther-Universität Halle, Jg. 1957, S. 829–844.
- Johann Nikolaus Schwendler (1709-1758) aus dem Hennebergischen. Ein Streifzug in die deutsche Gelehrtenrepublik des 18. Jahrhunderts. In: Wissenschaftliche Zeitschrift der Martin-Luther-Universität Halle, Jg. 1958, S. 939–956.